# Rostislav Drochytka
Rostislav Drochytka (* 8. ledna 1958 Znojmo) je český stavební inženýr a vysokoškolský pedagog, v letech 2010 až 2018 a opět od roku 2022 děkan Fakulty stavební VUT (FAST VUT).
Po maturitě na střední škole se zaměřením na chemii vystudoval v roce 1982 na FAST VUT obor stavební inženýrství. V oboru Nauka o nekovových materiálech a stavebních hmotách se o čtyři roky později stal kandidátem věd. V roce 1989 se stal soudním znalcem pro obory stavebnictví a ekonomika. V roce 1992 se habilitoval v oboru Fyzikální a stavebně materiálové inženýrství a v roce 2001 mu byl udělen titul profesor. 
Během své akademické kariéry působil celkem sedm let jako proděkan FAST VUT a po dvě volební období (v letech 2017 až 2025) pak byl navíc děkanem této fakulty. Stal se také vedoucím Ústavu technologie stavebních hmot a výzkumného programu Vývoj pokročilých stavebních materiálů. Během své kariéry byl členem několika vědeckých rad, přičemž kromě jeho alma mater šlo o vědecké rady na ČVUT; byl členem vědecké rady samotné ČVUT a dále jejích fakult (konkrétně Fakulty architektury a Fakulty stavební). 
V roce 2003 se stal členem hodnotících orgánů při TAČR a GAČR, přičemž v roce 2015 jej Poslanecká sněmovna zvolila členem Kontrolní rady GAČR, kde setrval do května 2018, kdy se stal členem předsednictva GAČR se zodpovědností za technické vědy. V letech 2010 až 2018 působil po celkem dvě funkční období jako děkan své alma mater. V roce 2018 jej ve funkci vystřídal Miroslav Bajer, nicméně v roce 2022 se Drochytka opět ujal funkce děkana fakulty.
V rámci své vědecké činnosti se zaměřuje na pokročilé stavební hmoty.